# Francesco Procopio dei Coltelli

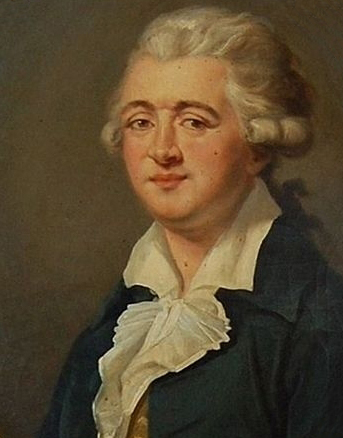
Procopio dei Coltelli.

Francesco Procopio dei Coltelli, conocido en Francia bajo el apodo de Le Procope (n. en Palermo o Aci Trezza, el 9 de febrero de 1651 – f. en París el 10 de febrero de 1727), fue un cocinero y empresario siciliano, reconocido como el padre del helado. Además fundó en 1686 la que se convirtiera en la más antigua cafetería de París, el Café Procope, notable reducto literario que atrajo numerosas personalidades del mundo de las letras, las artes y la política.

## Biografía
Algunas fuentes afirman que nació en Aci Trezza, Catania, cerca del Monte Etna. Otras, dicen que pudo haber nacido en Palermo, Sicilia, teoría que se ha visto reforzada por un certificado de bautismo que se encuentra en los archivos parroquiales de la iglesia de San Hipólito. Este documento muestra que su primer nombre es Francesco y su apellido es Cutò, no Couteaux, que significa cuchillos en francés. Cutò es un típico apellido siciliano. Una tercera posibilidad es que haya nacido cerca de Palermo y viviera en Aci Trezza por un tiempo.
El nombre de "dei Coltelli" lo recibió del francés, ya que confundieron su apellido siciliano Cutò, el cual es homófono a couteaux, "cuchillos" en francés. Coltelli significa "cuchillos" en italiano. Entonces, traduciendo al italiano sería Francesco Procopio dei Coltelli (Francesco Procopio de los cuchillos), el nombre por el que se lo conoce. "Francesco Procopio", de la forma a la que se lo refiere, es usado como dos nombres. Procopio no es apellido. Francesco era el nombre de su abuelo.
Se casó con Marguerite Crouin en 1675 en la iglesia de Saint-Sulpice. Tuvieron ocho hijos durante su matrimonio, antes que Procopio enviudara.

## Primeros años
Procopio jugó en la nieve durante su niñez. La nieve se mezclaba con jugos de fruta y miel, para hacer un tipo de sorbete. Este precursor del helado era comido tanto por los ricos aristócratas como los campesinos. Aquí surge la idea de Procopio de desarrollar el helado. La historia del helado muestra a Procopio como la persona más interesada en la promoción de este alimento.
Comenzó trabajando como pescador, al igual que su padre Onofrio. Su abuelo, Francesco, también era un pescador de Aci Trezza, quien construía máquinas refrigerantes para hacer helado en su tiempo libre. Francesco dejó esta invención a Procopio como herencia, y este le realizó varias mejoras. Cuando sintió que la máquina estaba lista para la producción de helado en gran escala y se decidió a promover el producto, abandonó Sicilia y fue a Francia.

## Vida adulta
Procopio adquirió los conocimientos culinarios, probablemente en Florencia o Palermo, antes de viajar a Francia. Llegó a París en 1670 o 1674. Se unió al gremio de distillateurs-limonadiers y se formó como aprendiz bajo el inmigrante armenio Pascal, quien tenía una tienda en la calle de Tournon donde vendía refrescos, incluyendo limonada y café. Este intento de negocio de Pascal no fue exitoso, y emigró a Londres en 1675, dejando la tienda a Procopio, quien más tarde se mudó a la calle des Fossés Saint Germain.
Antes de que Procopio arribara a Francia existían otros cafés, pero no se llamaban así en ese entonces. En 1686, abrió el café Le Procope, por la versión francesa de su nombre. Era referido como un "antro" (caverna o cueva) porque era muy oscuro en su interior, incluso cuando había un sol brillante fuera. Procopio compró una sauna, y sus accesorios (candelabros de cristal, espejos de pared, mesas de mármol, etc.) fueron retirados e instalados en su café, estos elementos ahora son estándar en los cafés modernos europeos.
Procopio había aprendido alrededor de 1680 cómo hacer una bebida de hielo y limón usando sal para bajar su temperatura y mantenerla fría más tiempo. Obtuvo una licencia real especial del Rey Luis XIV para vender una variedad de refrescos, incluyendo especias, bebidas heladas de cebada, anís, naranja, canela, y su versión mejorada del helado italiano basada en limón y naranja. Más tarde agregó el café a su lista de bebidas y su tienda se convirtió en una cafetería. Introdujo el helado italiano en su café y fue uno de los primeros en vender este producto directamente al público, sirviéndolo en pequeños cuencos de porcelana que se asemejaban a copas para huevo. Algunas veces se refiere a Procopio como "El Padre del helado italiano". El Café de Procopio es considerado la primera cafetería moderna y es la más antigua cafetería parisina.

## Últimos años
Obtuvo la ciudadanía francesa en 1685. Se casó en segundas nupcias en 1696 y tuvo cinco hijos más con Anne Françoise Garnier. Se casó por tercera vez a la edad de 66 años, en 1717, con Julie Parmentier y tuvo otro hijo.